# アージーヴィカ教
アージーヴィカ教（アージーヴィカきょう、アージーヴァカ教とも）は、古代インドの宗教の一つであり、インド哲学異端派に位置付けられる。マウリヤ朝のアショーカ王碑文に仏教、バラモン教、ジャイナ教と並んで「アージーヴィカ」の名前が出ている。仏教やジャイナ教と同時期に生まれた宗教である。
マッカリ・ゴーサーラが主張した「運命がすべてを決定している」という運命決定論、運命論、宿命論を奉じていた。さらに意志に基づく行為や、修行による解脱をも否定した。エローラにあるローマス・リシ窟（前3世紀の石窟寺院）はアージーヴィカ教徒のためのものであったらしい。
一時期はバラモン教やジャイナ教、仏教などと並ぶ一大宗教であった。南インドにおいて13世紀までアージヴィカ教の信徒がいたことが、碑文によって実証されているが、その後全く姿を消し現在信徒はいない。